# Rudolf Krause (futbolista)
|  | No s'ha de confondre amb Rudolf Krause. |

Rudolf Krause (Leipzig, 21 de gener de 1927 - Leipzig, 12 de desembre de 2003) fou un futbolista alemany de la dècada de 1950 i entrenador de futbol.

## Trajectòria
Jugava de davanter i marcà 111 gols a la primera divisió de la RDA. Fou internacional amb la selecció d'Alemanya Democràtica. Posteriorment fou entrenador.